# Baby, I'm Jealous
Baby, I'm Jealous è un singolo della cantante statunitense Bebe Rexha, pubblicato il 9 ottobre 2020 come primo estratto dal secondo album in studio Better Mistakes.

## Descrizione
Il brano, che vede la partecipazione della rapper statunitense Doja Cat, è stato scritto dalle due interpreti assieme a Justin Tranter, Pablo Bowman, Jason Gill e Jussi Karvinen, ed è stato prodotto da questi ultimi due.

## Promozione
Bebe Rexha e Doja Cat hanno eseguito il brano per la prima volta in televisione al Tonight Show di Jimmy Fallon il 19 ottobre 2020. Baby, I'm Jealous è stata inoltre esibita agli American Music Awards e al Macy's Thanksgiving Day Parade rispettivamente il 22 e il 26 novembre 2020.

## Video musicale
Il video musicale è stato reso disponibile attraverso YouTube in concomitanza con l'uscita del singolo. È stato diretto da Hannah Lux Davis e presenta i cameo delle influencer Charli D'Amelio, Nikita Dragun e Avani Gregg.

## Tracce
Testi e musiche di Bleta Rexha, Amala Dlamani, Jason Gill, Jussi Karvinen, Justin Tranter e Pablo Bowman.
Download digitale
1. Baby, I'm Jealous (feat. Doja Cat) – 2:55

Download digitale – Radio Edit
1. Baby, I'm Jealous (feat. Doja Cat) (Radio Edit) – 2:55

Download digitale – Instrumental
1. Baby, I'm Jealous (feat. Doja Cat) (Instrumental) – 2:53

Download digitale – A Cappella
1. Baby, I'm Jealous (feat. Doja Cat) (A Cappella) – 2:55

Download digitale – Natti Natasha Remix
1. Baby, I'm Jealous (feat. Doja Cat) (Natti Natasha Remix) – 2:33

Download digitale – Stripped
1. Baby, I'm Jealous (Stripped) – 1:58

## Formazione
Musicisti
- Bebe Rexha – voce
- Doja Cat – voce aggiuntiva

Produzione
- Jason Gill – produzione
- Jussi – produzione
- Devon Corey – ingegneria del suono
- Jaycen Joshua – missaggio
- Colin Leonard – mastering

## Classifiche
| Classifica (2020-21) | Posizione massima |
| -------------------- | ----------------- |
| Canada               | 60                |
| Croazia              | 51                |
| Grecia               | 86                |
| Irlanda              | 59                |
| Lituania             | 62                |
| Portogallo           | 175               |
| Regno Unito          | 86                |
| Romania              | 42                |
| Stati Uniti          | 58                |